# فيتور هوغو
فيتور هوغو مانيكي دي جيسوس الشهير باسم فيتور هوغو لاعب كرة قدم برازيلي يلعب حاليا لصالح نادي الدرجة الثانية البسيتين البحريني في مركز المهاجم من 2016.